# Litky
Litky (en ukrainien : Літки ; en russe : Летки, Letki) est une commune rurale de l'oblast de Kiev, en Ukraine. Elle est située au bord de la rivière Desna, à 36 km au nord-est de Kiev, dans le raïon de Brovary. Sa population s'élevait à 2 149 habitants.

## Histoire
Litkovytchi et la localité voisine de Zazymovye furent probablement fondées en 1128 par Vsevolod Gorodetsky, prince d'Oster et gendre du grand-prince de Kiev Vladimir II Monomaque — il avait épousé sa fille Ahafiya. La première mention de Litkovytchi dans des sources historiques remonte à 1426. À l'époque du grand-duché de Lituanie et de la république des Deux Nations, Litky était la résidence des boyards ukrainiens et de l'aristocratie polonaise dans les terres de la Couronne à Oster et était appelée « Petit Oster ». Après le soulèvement de Khmelnitski, au milieu du XVIIe siècle, c'est une ville de marché. Elle passa sous la domination du monastère Saint-Michel-de-Vydoubitch en 1664. Le 28 août 1911, le tsar Nicolas II effectua une visite à Litky, où il reçut des bottes, cadeau des maîtres cordonniers du lieu. La corporation des cordonniers fut récompensée par le tsar, qui lui fit cadeau d'une montre en or. Au 1920, la ville se révolta contre l'Armée rouge, mais la révolte fut ensuite écrasée. Depuis 1924, existe à Litky une usine de travaux de broderie.